# Evacanthus taeniatus
Evacanthus taeniatus är en insektsart som beskrevs av Li 1985. Evacanthus taeniatus ingår i släktet Evacanthus och familjen dvärgstritar. Inga underarter finns listade i Catalogue of Life.